# 판교로
판교로(Pangyo-ro, 板橋路)는 대한민국 경기도 성남시 분당구 하산운동에서 시작하여 야탑동을 거쳐 연결하는 도로다. 2014년 8월까지는 야탑동 탑골사거리 이동 구간을 야탑남로라 불렀으나, 야탑동 주민들의 판교라는 지명에 대한 선호로 동년 9월부터 판교로에 통합되었다. 야탑남로 이전에는 하탑로라는 명칭도 있었다.

## 노선 경로
- 하산운교차로 - 안양판교로
- 성내미터널
- 판교테크노중앙사거리 - 대왕판교로
- 봇들사거리 - 분당내곡로
- 벌말사거리 - 분당수서로
- 하탑사거리 - 성남대로
- 돌마사거리 - 돌마로
- 분당메모리얼파크